# اس‌تی‌اس-۱۳۲
اس‌تی‌اس-۱۳۲ (انگلیسی: STS-132) یکی از ماموریت‌های برنامه شاتل‌های فضایی بود که در تاریخ ۱۴ می ۲۰۱۰ از پایگاه فضایی کندی به مقصد ایستگاه فضایی بین‌المللی پرتاب شد. این مأموریت توسط شاتل آتلانتیس و برای تکمیل مونتاژ اجزا ایستگاه فضایی، انجام گرفت.

## نگارخانه

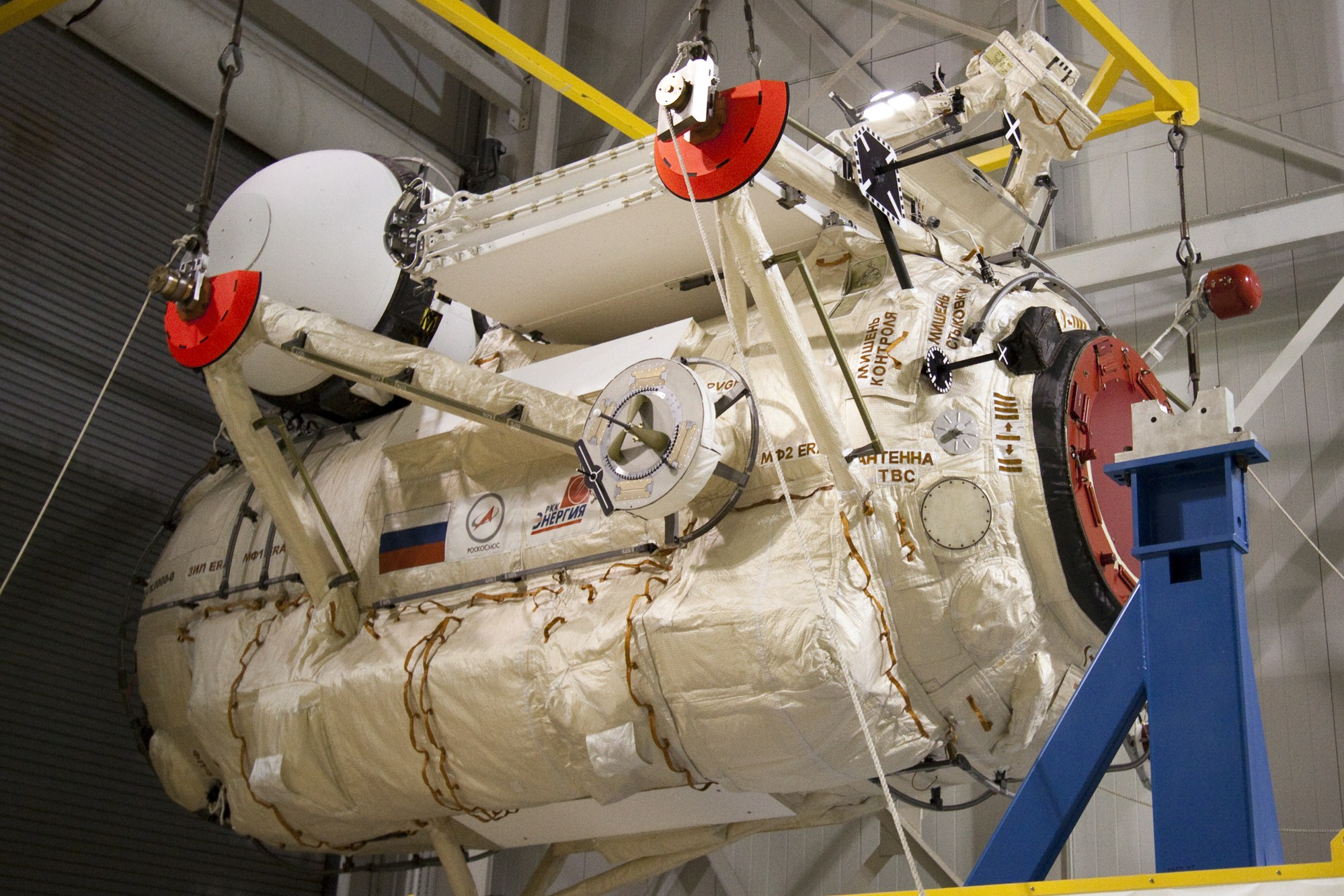
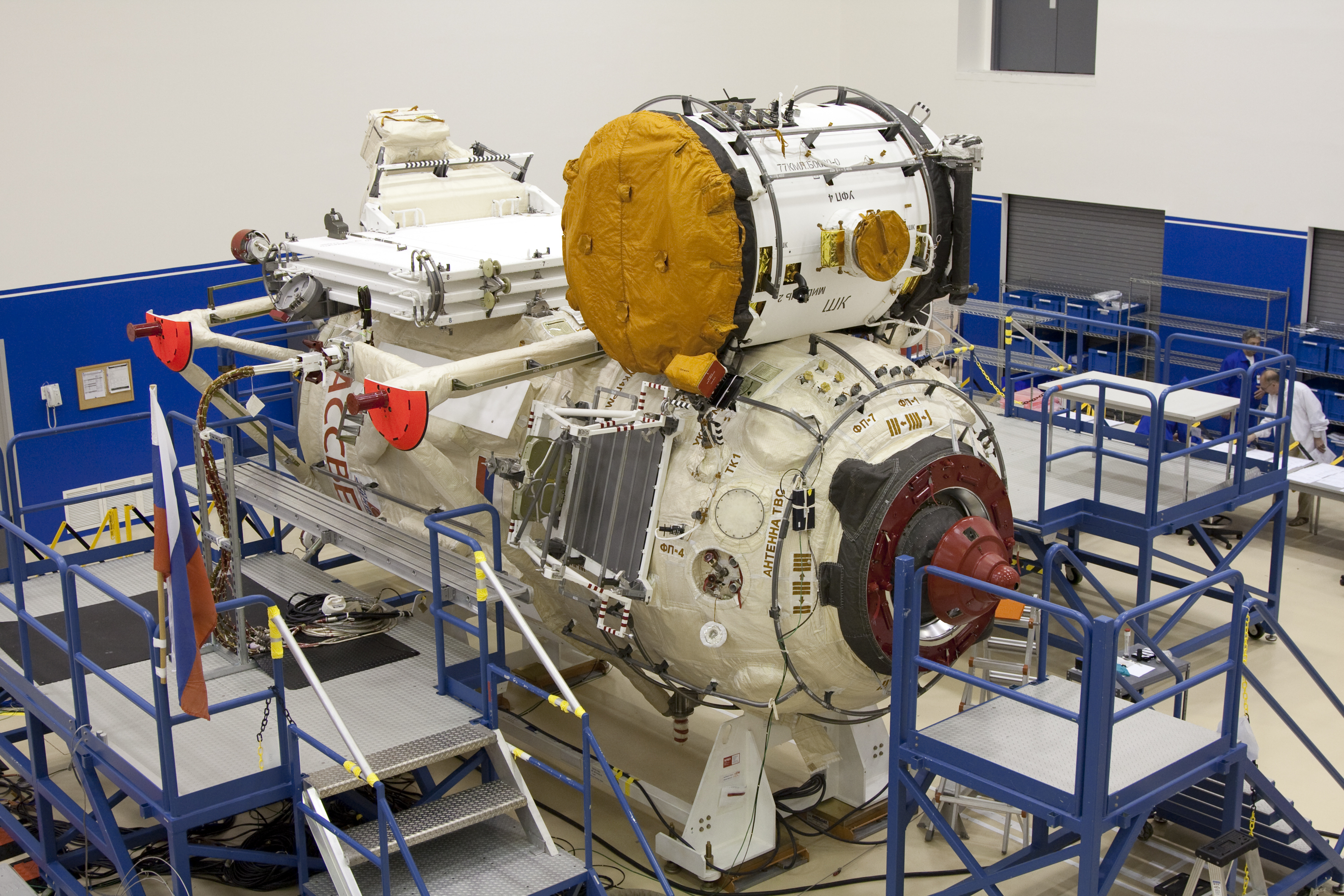
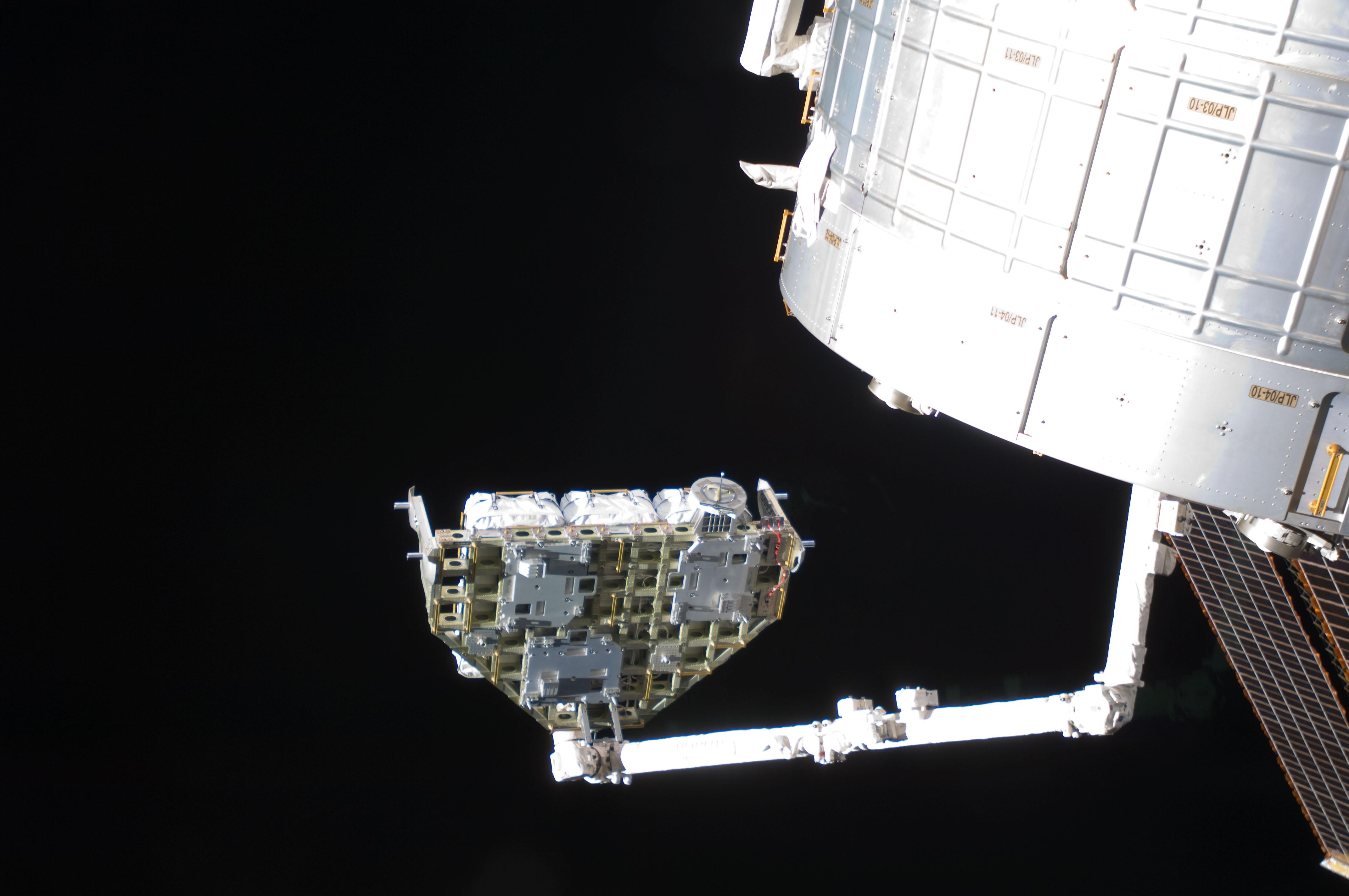
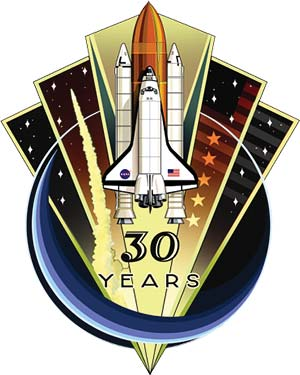